# Adrian Reynard
Adrian Reynard (Welwyn, 23 de março de 1951) é um engenheiro britânico e foi o fundador da Reynard Motorsport, que foi um fabricante de carros de corrida bem sucedido antes de falir em 2002.
Reynard atualmente continua trabalhando como consultor em tópicos de engenharia específicos dentro de seu conjunto de habilidades de engenharia de veículos. Ele também é o presidente do Auto Research Centre, que tem sua sede mundial em Indianapolis, Estados Unidos. Reynard foi contratado pela Ginetta Cars para desenvolver a aerodinâmica para o seu carro de corrida 2018 LMP1.